# 육수부

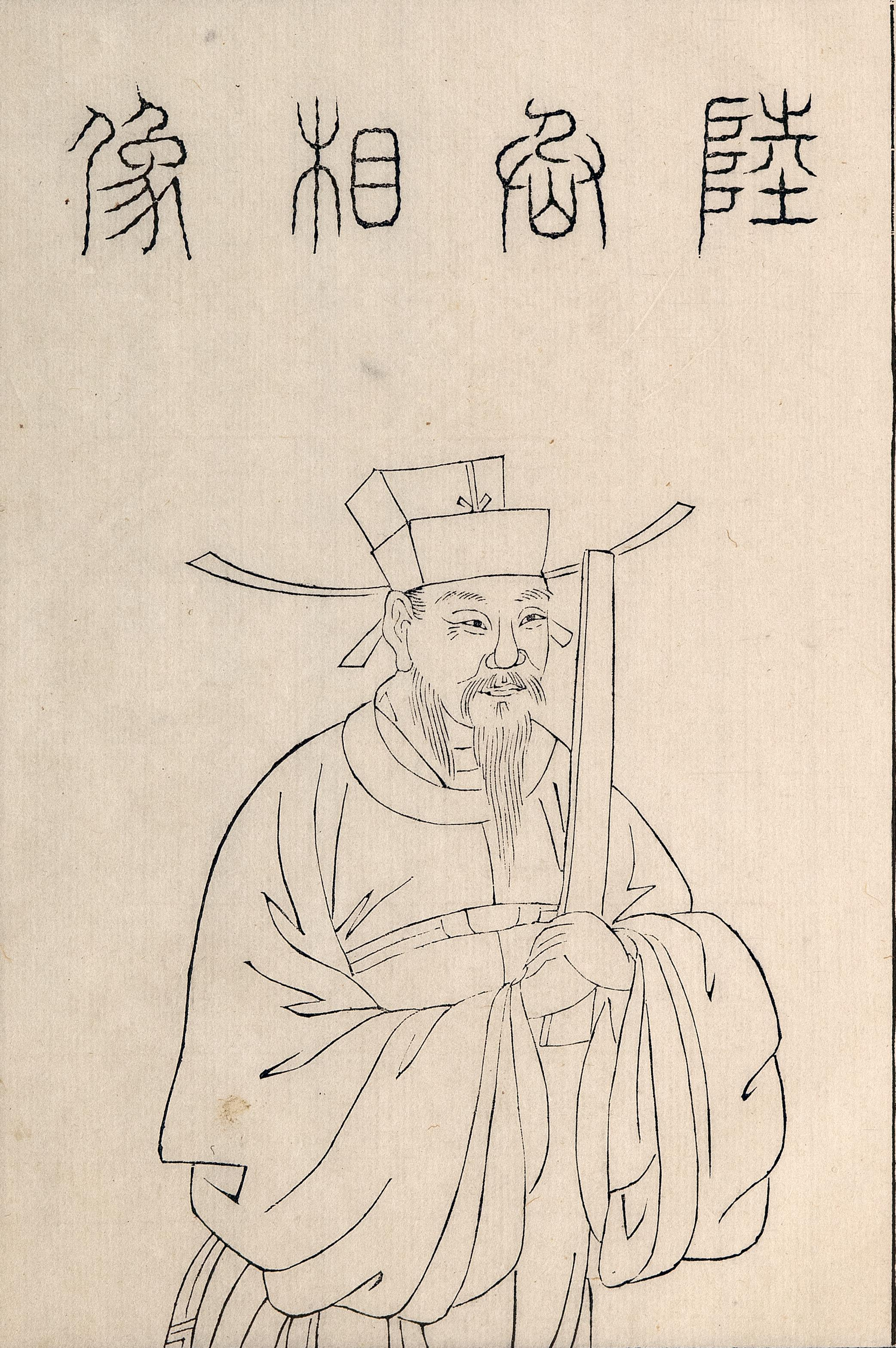
육수부

육수부(陸秀夫, 1237년 11월 8일 ~ 1279년)는 남송 말기의 정치인이다. 자는 군실(君實). 송나라의 재상으로 승상 겸 추밀원사를 지냈다. 문천상, 장세걸과 더불어 송말3걸(宋末三傑)로 알려져 있다.

## 같이 보기
- 니노아마